# Бобриково (Луганская область)
Бо́бриково (укр. Бобрикове) — село, относится к Антрацитовскому району Луганской области Украины. Под контролем самопровозглашённой Луганской Народной Республики.
Центр Бобриковского сельского совета.

## География
Село расположено на реке Нагольной. К югу от населённого пункта проходит граница Украины с Россией. Соседние населённые пункты: сёла Егоровка на севере, Дьяково (ниже по течению Нагольной) на западе, Грибоваха на северо-востоке, Новокрасновка и Платоновка (выше по течению Нагольной) на востоке, Клуниково на юго-востоке.

## Население
Население по переписи 2001 года составляло 1149 человек.

## Общие сведения
Почтовый индекс — 94695. Телефонный код — 6431. Занимает площадь 4,344 км². Код КОАТУУ — 4420381101.

## Местный совет
94694, Луганская обл., Антрацитовский р-н, с. Бобриково, ул. Колхозная, д. 11

## Известные люди
В Бобрикове родился Фёдор Семёнович Бабичев (1917—2000) — химик-органик, академик и вице-президент АН УССР.